# Nux
Nux es un personaje ficticio de la película Mad Max: Fury Road (2015), dirigida por George Miller y cuarta entrega de la franquicia Mad Max. Interpretado por el actor británico Nicholas Hoult,Nux es un "War Boy", uno de los jóvenes guerreros enfermizos y fanáticos que sirven al tirano Immortan Joe en un árido mundo postapocalíptico. Criado en La Ciudadela, Nux forma parte de una sociedad distópica donde los War Boys son adoctrinados desde niños para venerar a Joe como una figura divina y buscar la gloria eterna en el Valhalla mediante actos de sacrificio heroico en la batalla. Inicialmente presentado como un antagonista secundario, Nux persigue a los protagonistas, Max Rockatansky y la Imperator Furiosa, con un fervor casi suicida, llevando consigo a su "Lancero", Slit, y mostrando su devoción al pintar su cuerpo con cicatrices rituales y al gritar frases como "Si voy a morir, voy a morir de una manera histórica… ¡En el camino de la furia!".
A lo largo de la trama, Nux experimenta un profundo cambio. Tras un accidente que lo deja atrapado en el camión de guerra de Furiosa, comienza a interactuar con las esposas fugitivas de Joe, especialmente con Capable, quien le muestra compasión y humanidad. Este encuentro desencadena una crisis en su fe ciega, llevándolo a cuestionar los valores del culto de Immortan Joe y a buscar un propósito más allá de la violencia. Su transformación culmina en un acto de redención final, sacrificándose para salvar a sus nuevos aliados al bloquear un paso con el camión, permitiendo la victoria de Max y Furiosa. Este arco narrativo, que combina intensidad emocional, vulnerabilidad y un toque de humor trágico, ha sido destacado como uno de los elementos más conmovedores de Mad Max: Fury Road, película que recibió aclamación universal y ganó seis premios Óscar.
Nux encarna los temas centrales de la obra, como el fanatismo, la desesperación por la trascendencia y la posibilidad de cambio incluso en un mundo devastado. Su diseño visual, con su piel pálida, cicatrices y ojos febriles, refleja la estética punk-apocalíptica de la saga, mientras que la actuación de Hoult ha sido elogiada por aportar profundidad a un personaje que podría haber sido un simple estereotipo. Nux se ha convertido en una figura icónica dentro del universo Mad Max, resonando con audiencias y críticos como un símbolo de la lucha entre la indoctrinación y la libertad personal.

## Biografía

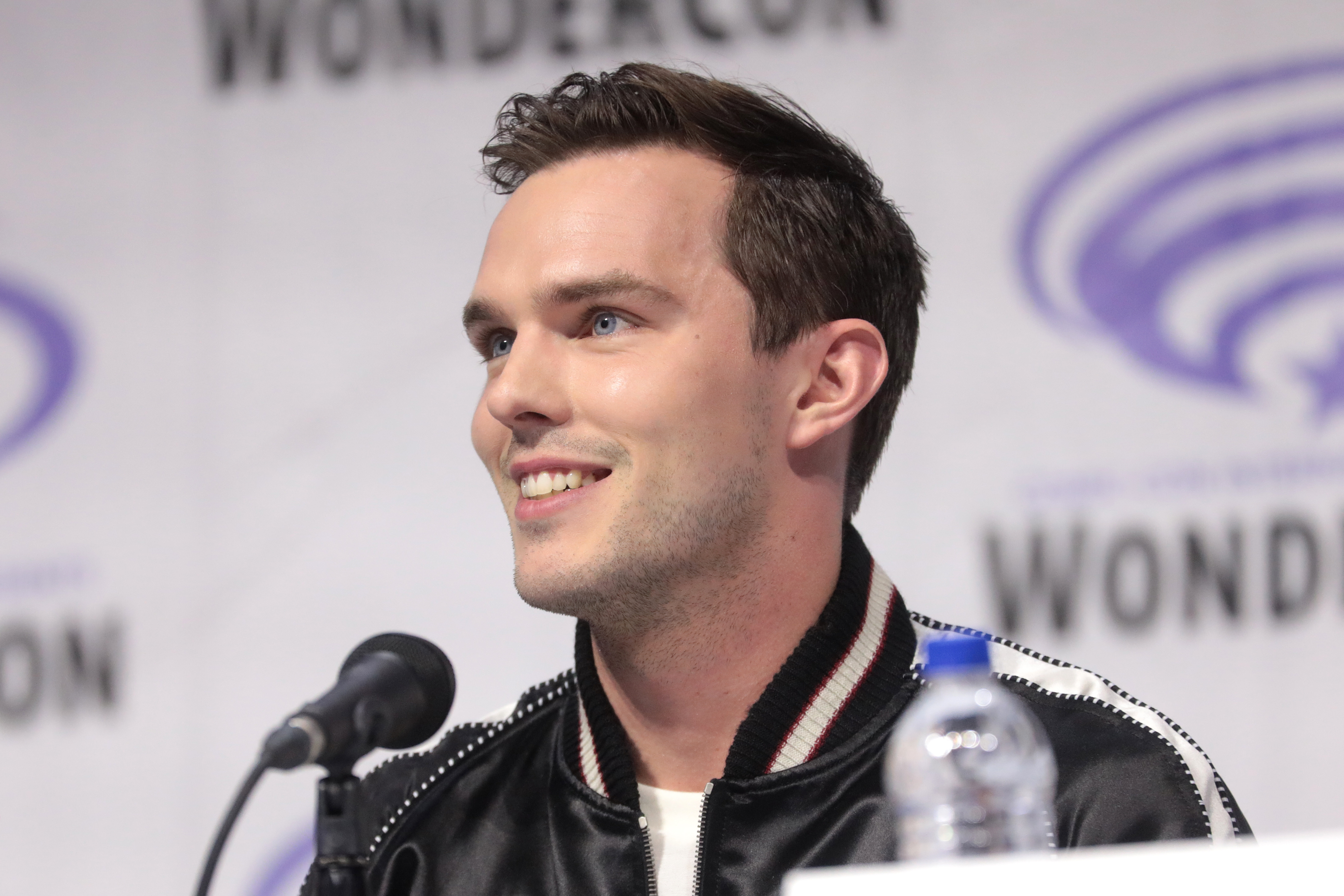
El actor británico Nicholas Hoult interpreta a Nux en Mad Max: Fury Road (2015).

### Primeros años
Nux era un cachorro de guerra que se crio como mecánico en La Ciudadela, un "Pulgar Negro", después de que los Media Vida lo acogieran. 
Su familia era inusual, ya que permanecían juntos por amor y se negaban a venderse unos a otros por una vida mejor.
Nux era un apenas un niño cuando perdió a sus padres en la Ciudadela, su padre tenía un trabajo muy arriesgado en la cima de la Ciudadela y su madre enfermó y murió. Un día Nux pensó que su padre seguía ahí arriba, así que decidió ir y buscarlo. Subió a la plataforma que ascendía a la cima, sin embargo tenía que sujetarse firmemente de la plataforma de lo contrario, caería y moriría. Los Media Vida lo admiraban como un chiste. Nux a punto de caer fue rescatado por un guardia que lo salvó. Nunca volvió a ver a su padre. Su nombre fue cambiado a "Nux" porque era un "hueso duro de roer".
Fue criado como un soldado, conductor y mecánico.

### Miembro de losMedia vida
Creyendo fanáticamente en el Culto del V8, la paternidad sustituta de Immortan Joe y todo lo mecánico, quería desesperadamente acercarse lo más posible a convertirse él mismo en una máquina. Su devoción religiosa está representada por la escarificación del bloque del motor en su pecho y su deseo de "morir histórico en Fury Road", que es el deseo de la mayoría de los Media Vida debido a que tienen "vidas a medias". Después de alcanzar la mayoría de edad y tener la suerte de vivir tanto tiempo, se convirtió en un Media Vida y se convirtió en conductor de Immortan Joe, a quien él, al igual que los otros Media vida, ve como un dios.
Nux, al igual que el resto de los Media Vida, está inherentemente enfermo y al borde de la muerte debido al entorno en el que ha estado viviendo. La primera vez que lo vemos, recibe una transfusión de sangre de Max, a quien llama su "bolsa de sangre". También utiliza a Max como donante de adrenalina mientras conduce. En el cuello tiene dos tumores mortales a los que cariñosamente llama "Larry & Barry". La vida de Nux casi ha terminado para él, pero luego ve la fuga de Furiosa como la oportunidad perfecta para demostrar su devoción por Immortan Joe y entrar en el más allá en Valhalla. Se rocía pintura cromada en la boca para mostrar su adoración por las cosas mecánicas y para drogarse antes de suicidarse.

### Redención
Nux representa la analogía de la redención en la juventud. Como parte de los Media Vida es un muchacho que está condenado a morir joven, y de no ser por la sangre de Max, hubiese muerto. Su único deseo es aprovechar cada combate al servicio de Inmortan Joe, al que obedece y venera como a un dios. Lo mueve el impulso, la desesperación y la absoluta devoción religiosa. Pese a esta servidumbre, su muerte no persigue un fin altruista, sino que piensa sólo en su gloria individual, en como una muerte gloriosa le garantizará un hueco en el Valhalla.
Sin embargo las cosas no salen como tenía planeado, y tras rozar la gloria en nada menos que tres ocasiones, un Nux avergonzado y derrotado se acurruca en la parte trasera del camión y pretende no existir. Ahí yace hasta que una de las esposas, Capable, lo encuentra y le dedica unas dulces palabras de consuelo, algo totalmente nuevo y fascinante para Nux, por lo que pasa la mayor parte del viaje admirando en silencio la situación.

## Vehículo:Nuxcar

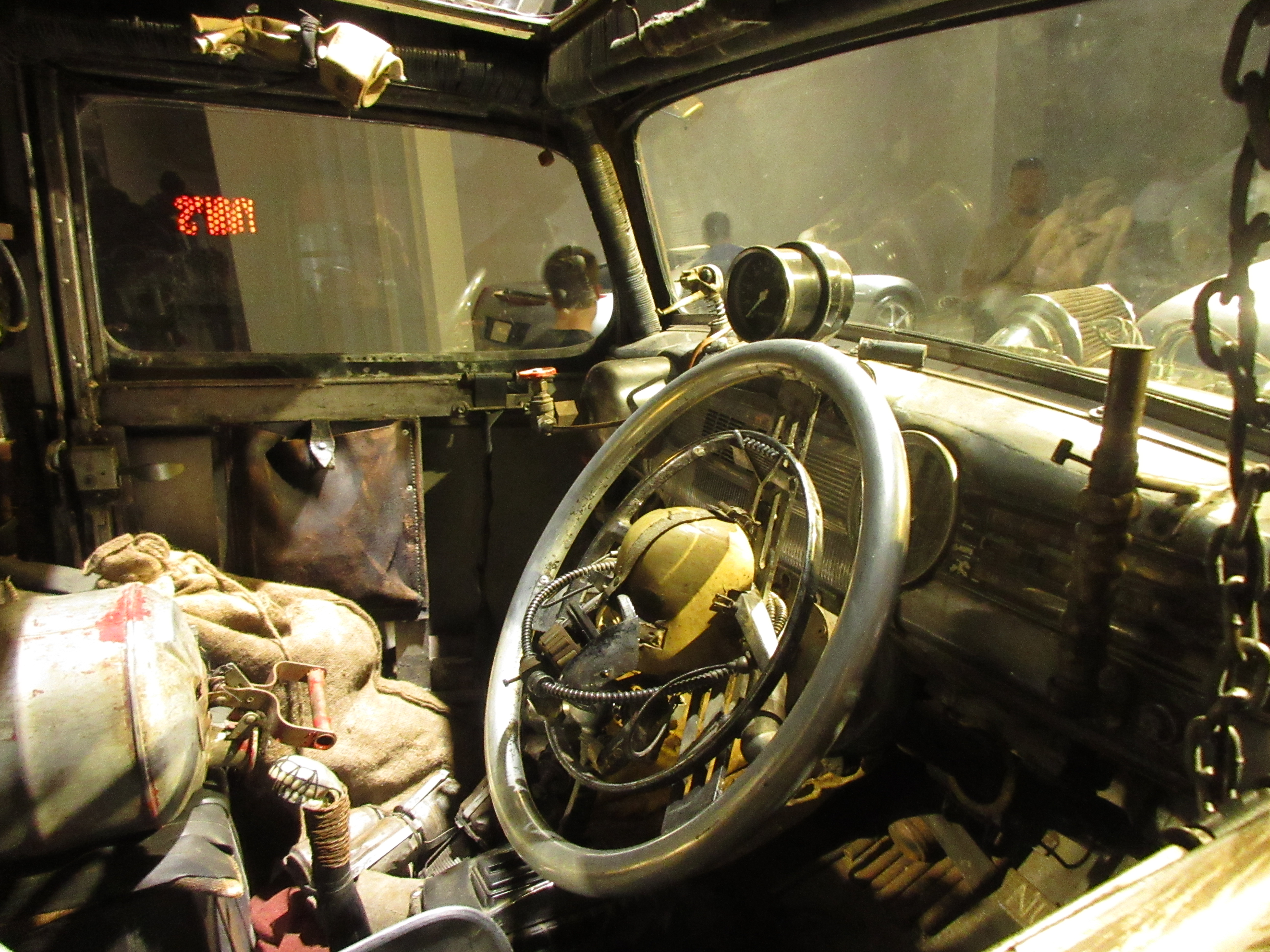
El Nuxcar.

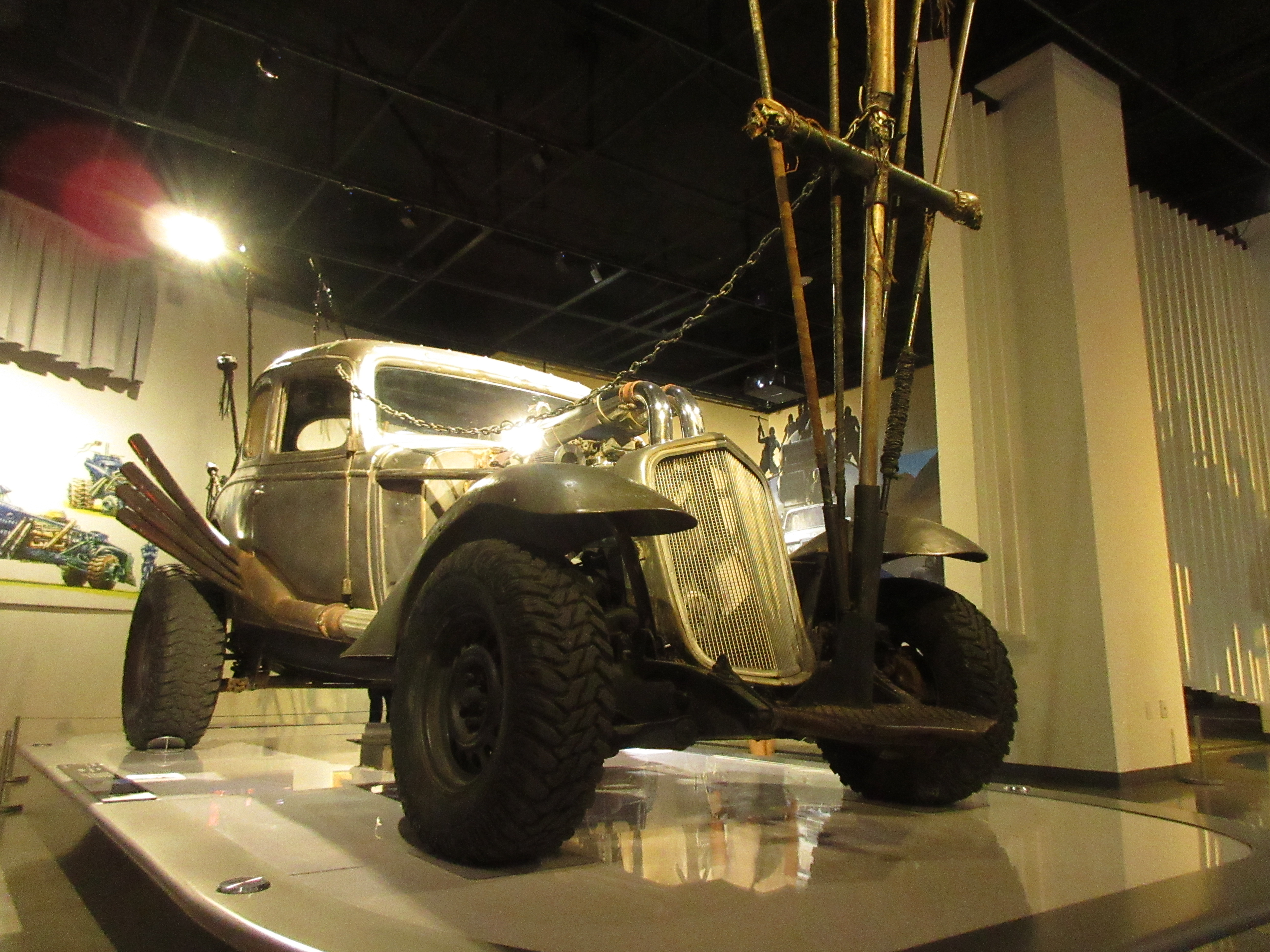
El NuxCar

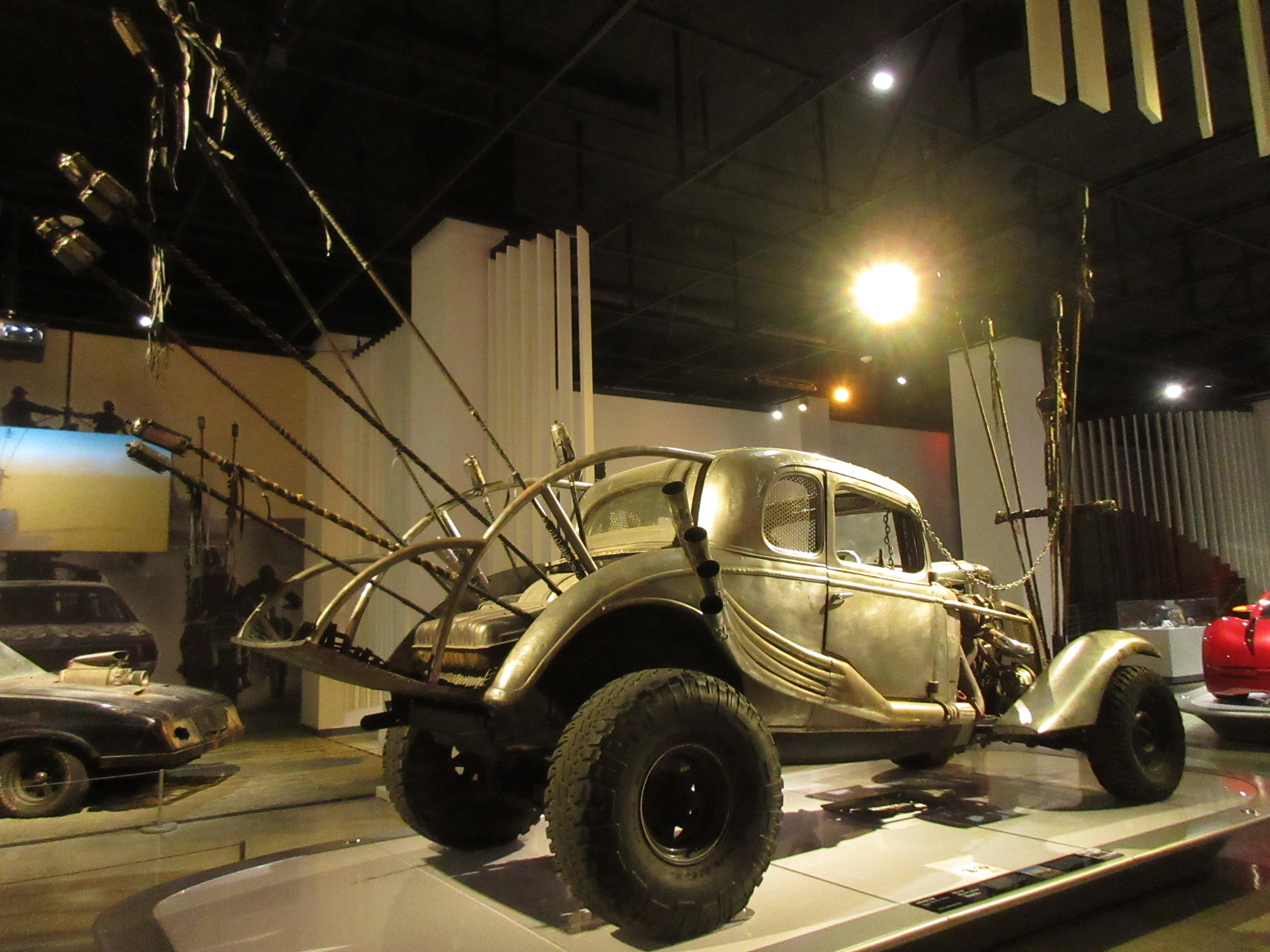
NuxCar

El Nuxcar que Nux conduce, es un Chevrolet 5 Window Coupe 1933 altamente personalizado. Un Hot rod clásico despojado de toda pintura con un Motor V8 de bloque grande que es a la vez súper y turboalimentado. 
Su vehículo también tiene una instalación básica de óxido nitroso activada manualmente mediante una válvula de manivela para aumentar aún más la potencia. La parte delantera del vehículo está equipada con un soporte para lancero. La cruz se usa para sostener a Max mientras actúa como bolsa de sangre de Nux. El volante es personalizado y completamente desmontable. En la parte trasera hay espacio para un pasajero, en la película lo ocupa Slit. El vehículo es particularmente capaz de circular marcha atrás a altas velocidades. A pesar de grandes modificaciones y toques personales, Nux no está particularmente apegado a su propio vehículo, considerándolo tan prescindible como él mismo; no duda en inundar la cabina con gasolina para convertirla en una bomba suicida que facilite la muerte gloriosa que desea.

## Creación del personaje
- El maquillaje de Nux (Nicholas Hoult) consistió en 8 prótesis de silicona seguidas de aerografía, aplicación de arcilla y varios niveles de suciedad. Este maquillaje tuvo que aplicarse 77 veces y tomó 2 horas cada vez.[6]
- Las caras de los tumores de Nux: Larry y Barry fueron diseñadas por el propio Nicholas Hoult.[7]

## Filmografía

### Cine
- Mad Max: Fury Road (2015).

### Videojuegos
- Mad Max (2015) para Microsoft Windows, PlayStation 4, y Xbox One.